# Nepenthes rigidifolia
Nepenthes rigidifolia är en tvåhjärtbladig växtart som beskrevs av Akhriadi, Hernawati och Tamin. Nepenthes rigidifolia ingår i släktet Nepenthes och familjen Nepenthaceae. Inga underarter finns listade i Catalogue of Life.

## Bildgalleri

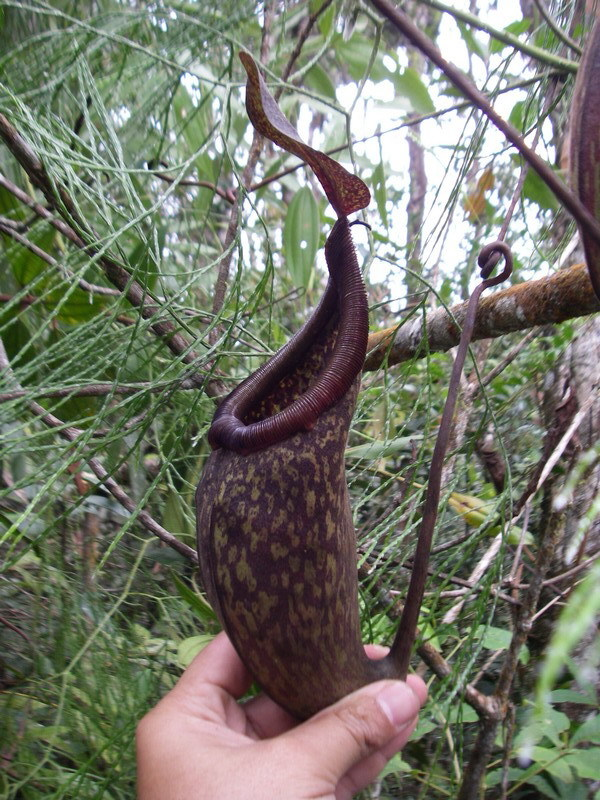
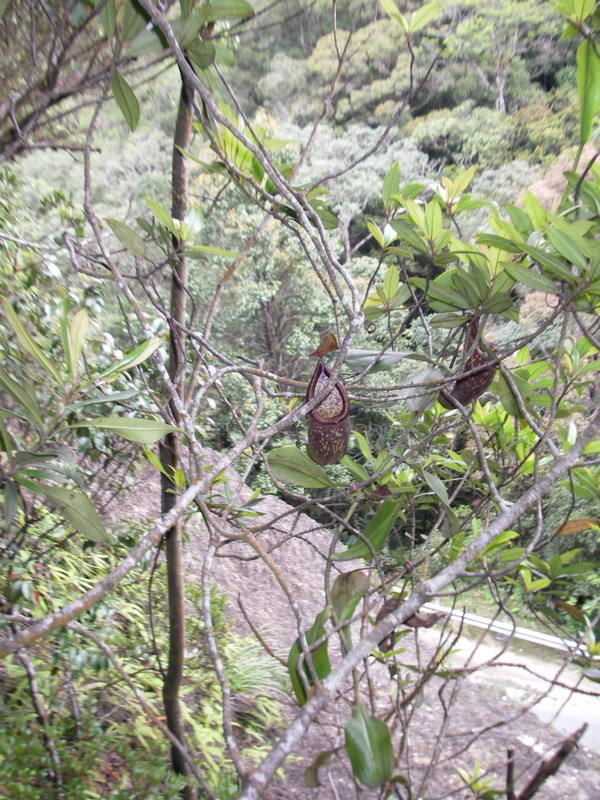
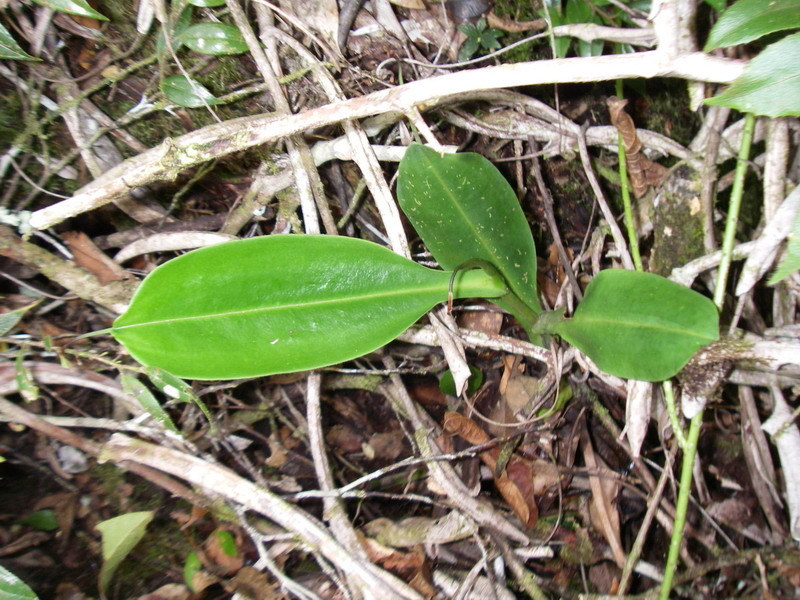
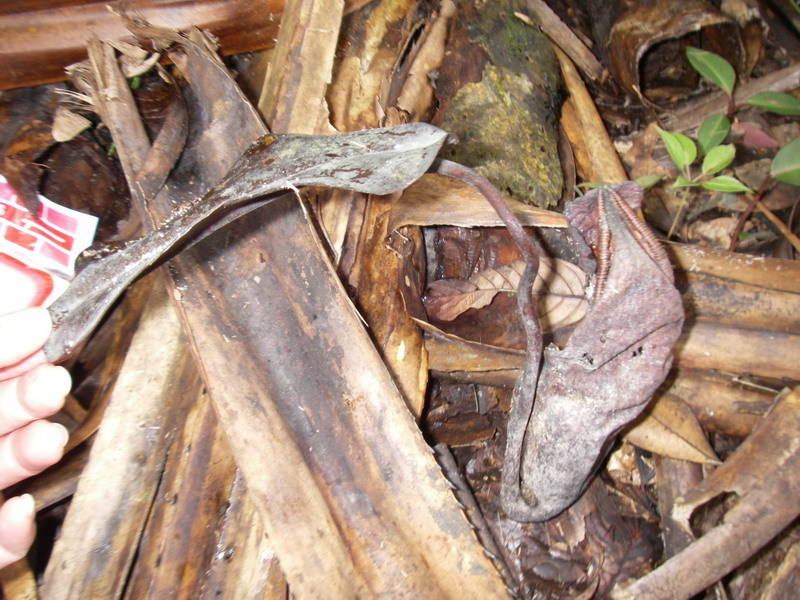
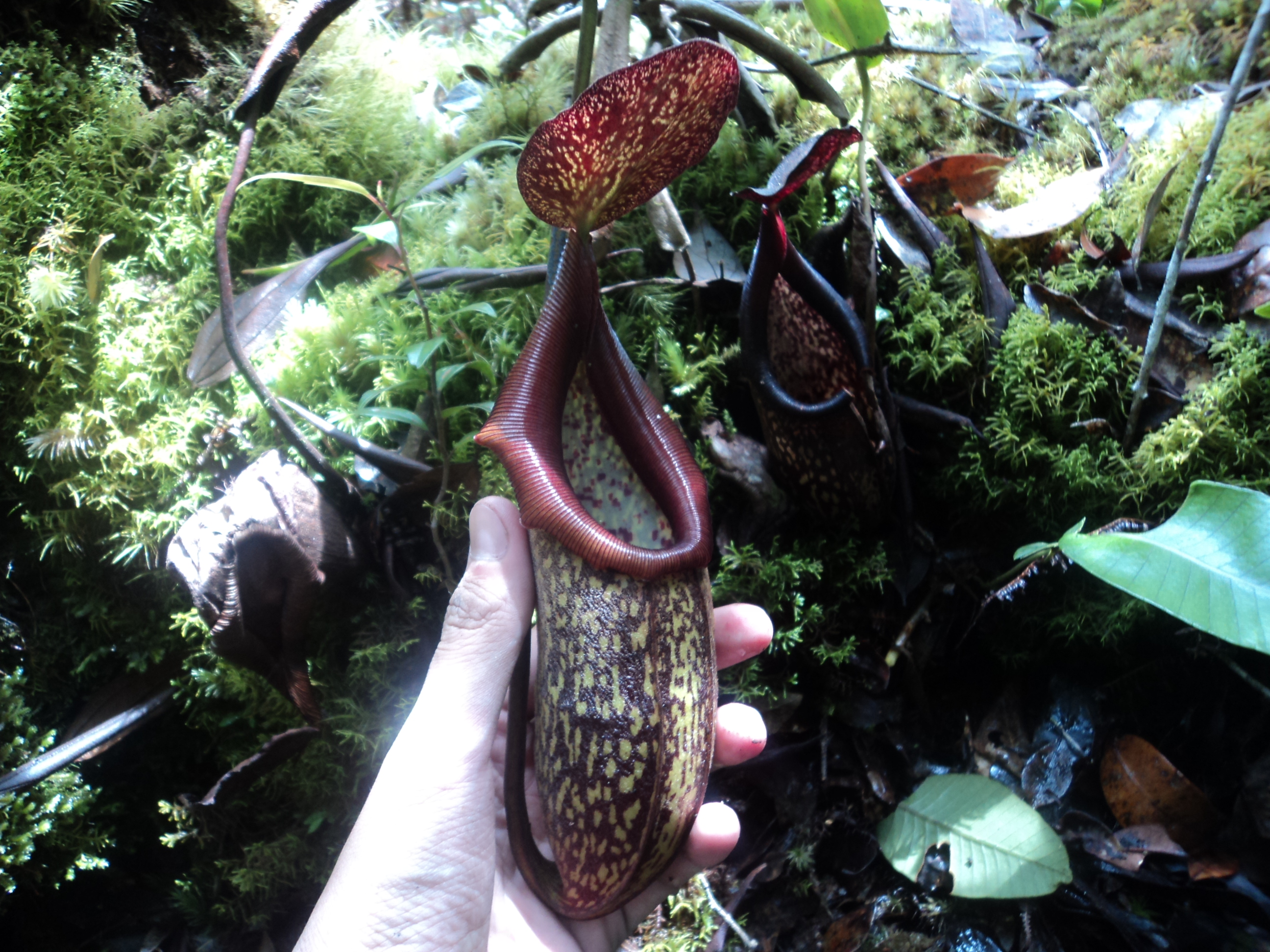
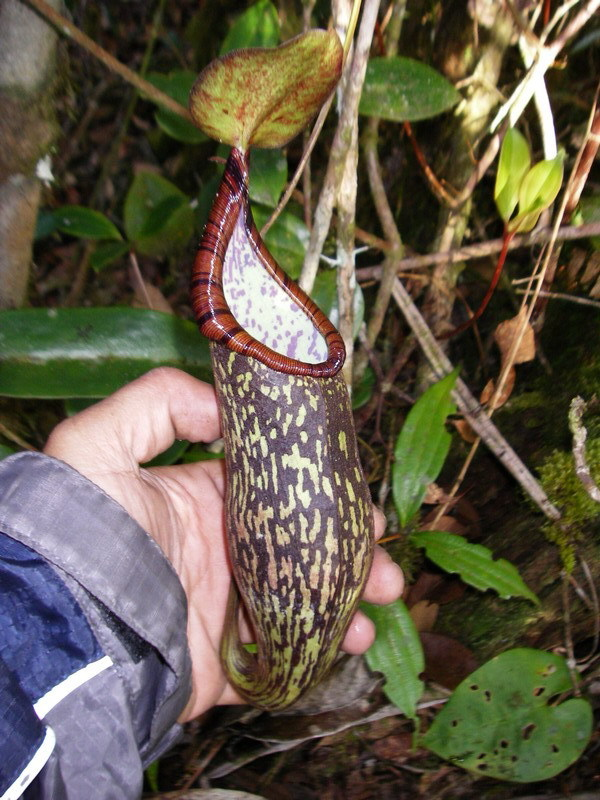